# Fort Pitt

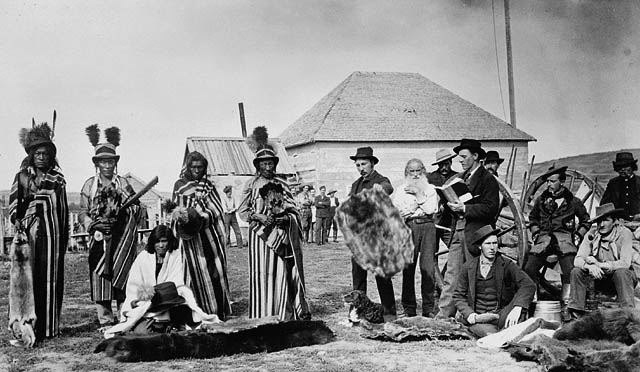
Big Bear em Fort Pitt, Saskatchewan, em 1884.

Fort Pitt é um forte construído em 1830 pela Hudson's Bay Company, foi um posto de comércio às margens do rio North Saskatchewan no Canadá. Foi construído pelo administrador chefe John Rowand, antes do Fort Edmonton, a fim de comercializar couro de búfalo, carne e pemmican. Pemmican, carne-seca de búfalo, era tido como provisão dos postos de comércio da região norte da HBC. Fort Pitt foi construído onde os territórios dos Cree, Assiniboine e Blackfoot convergiam. Estava localizado em uma grande curva do rio bem a leste da atual fronteira entre Alberta e Saskatchewan e foi o principal posto entre Fort Edmonton e Fort Carlton. Em 1876, foi um dos locais para assinar o Tratado 6. Foi o palco da Batalha do Fort Pitt durante a Rebelião de Saskatchewan de 1885.
É atualmente um parque turístico .